# Ейрікур Гейксон
Ейрікур Гейксон (ісл. Eiríkur Hauksson; нар. 4 липня 1959, Рейк'явік) — ісландський рок-музикант і співак, триразовий учасник конкурсу пісні «Євробачення»: у 1986 році представляв Ісландію у складі вокального тріо «ICY», у 1991 році представляв Норвегію у складі гурту «Just 4 Fun», а також у 2007 році знову виступав за Ісландію.
Ейрікур — рок-музикант і співак Ісландії, який виконує пісні різних жанрів року та металу. Часто порівнюється критиками з такими легендарними співаками як Брюс Дікінсон, Грем Боннет, Ронні Джеймс Діо та Джоуї Белладонна.

## Біографія

### Музична кар'єра
Кар'єра Ейрікура почалася у віці 15 років з піснею «Sekur», яку він сам написав. Пісня виконувалася ісландським рок-гуртом «Start» і стала найкращою піснею 1981 року. У 1984 році Ейрікур створив метал-гурт «Drysill», записавши з ним альбом «Welcome to the show». Попри розвиток «нової хвилі», перший альбом розійшовся більш ніж у 1000 копій і став популярним у країні: на додаток, гурт випустив його без співпраці з будь-яким лейблом.
У 1985 році після розпаду гурту Ейрікур записав пісні «Gaggó-Vest» і «Gull», написані Гуннаром Тордарсоном, які потрапили у національні чарти та займали там перші місця. Він став найпопулярнішим співаком Ісландії: як рок-музикант і металіст, він отримував запрошення на різні концерти зірок поп-сцени. У 1988 році він переїхав до Естфольда (Норвегія), де став вокалістом павер-метал-гурту «Artch» й отримав псевдонім Ерік Гоук (англ. Eric Hawk). Перший альбом гурту «Another return (to Church Hill)» високо оцінили критики журналів «Kerrang!» і «Metal Forces». Другий альбом «For the sake of Mankind» у 1991 році також тепло сприйняла метал-спільнота. Гурт розпадався у 1993 році, але возз'єднався у 1999 році на честь дня народження журналу «Scream» і дав концерти. До 2000 року вийшов DVD-диск «Another Return: Live… and Beyond», а Metal Blade Records перевидав обидва альбоми «Artch».
Ейрікур прославився також тим, що записував бек-вокали та вокали для різних гуртів: бас-гітарист гурту «Wig Wam» Бернт Янсен раніше виступав в «Artch» і запросив один раз Ейрікура записати бек-вокали для гурту, на що той погодився відразу ж. Ейрікур у складі зірок ісландської сцени виконував також пісню «Hjálpum þeim» — аналог американських «We Are the World» і «Do They Know It's Christmas?» та радянської «Замикаючи коло». У 1999 році як запрошений гість він записав чистий вокал для альбому «Soulburner» мелодик-дет-метал-гурту «Gardenian». З 2005 року Ейрікур виступав вокалістом рок-гурту Кена Генслі у рамках туру «Live Fire», з 2007 року — вокалістом норвезького прогресивного рок-гурту «Magic Pie». Продовжує виступи у складі різних колективів на різних концертах.

### «Євробачення»
Ейрікур брав участь у «Євробаченні» тричі, встановивши рекорд серед геві-металістів. У 1986 році Ісландія дебютувала на конкурсі, й Ейрікур на відборі представив три конкурсні пісні: «Þetta gengur ekki lengur» (автор Омар Галлдорссон), «Gefðu mér gaum» (автори Гуннар Тордарсон і Олафур Гаукур Сімонарсон) і «Mitt á milli Moskvu og Washington» (автори Рагнгільдур Гісладоттір, Якоб Фріманн Магнуссон і Валгейр Гудйонссон). Попри те, що переможцем відбору став Палмі Гуннарссон з піснею «Gleðibankinn», Ісландія вирішила відправити відразу трьох музикантів: Ейрікура, Палмі та співачку Хельгу Меллер у складі гурту «Icy». Ісландія розраховувала на впевнену перемогу, але результат шокував усіх: вона посіла лише 16 місце з 19 балами.
Через рік Ейрікур виконав пісню «Lífið er lag», авторства Гуннлаугура Брієма та Фрідріка Карлссона у фіналі відбору, фінішувавши другим (перемогла Галла Маргрет з піснею «Hægt og hljótt»). Галла поїхала до Брюсселя на «Євробачення», але продовжила співпрацю з Ейрікуром: разом вони перезаписали пісню Ейрікура, і та прозвучала у виконанні гурту «Model», потрапивши в альбом у 1987 році. «Model» стали популярними в країні знову ж таки завдяки Ейрікуру.
У 1991 році Ейрікур, який проживав у Норвегії, знову потрапив на «Євробачення»: внутрішній відбір, організований телерадіокомпанією NRK, об'єднав чотирьох співаків у гурт «Just 4 Fun». Гурт вирушив до Риму з піснею «Mrs. Thompson», але посів там 17-е місце з 14 балами. З 2004 року Ейрікур входить до складу журі, яке виставляє оцінки й обговорює пісні виконавців країн Скандинавії, які виступають на «Євробаченні».

У 2007 році Ейрікур втретє потрапив на «Євробачення»: пісня «Ég les í lófa þínum», написана Свейном Рунаром Сігурдсоном і Крістіаном Грейнссоном, набирає 60 % глядацьких голосів й обходить головного конкурента Ейрікура — Фрідріка Омара, який за рік поїхав на «Євробачення-2008» у складі групи «Eurobandið». Для зручності пісню переклали англійською, і вона отримала назву «Valentine Lost». Критики високо оцінили талант Ейрікура та вірили в його перемогу: автор власного інтернет-проєкту «Євробачення-Казахстан» Андрій Міхєєв навіть назвав пісню однієї з найкращих пісень на конкурсі з 2001 року:

- Музика: Чудова метал-балада від композитора, який уже представляв Ісландію у 2004 році. 10/10
- Текст: Англійська версія вийшла ще потужніша, ніж ісландська, про зцілюючу силу рок-н-ролу. 10/10
- Вокал: Еліта світового геві-метал вокалу. Втретє на «Євробаченні». 10/10
- Підсумок: Яким буде середньоєвропейський смак? Візьму на себе ризик заявити, що, на мій погляд, це найкраща пісня Євробачення XXI століття. 8/10

Голова російського фан-клубу OGAE Антон Кулаков був солідарний з Міхєєвим і навіть порівняв Ейрікура з найвідомішим російським рок-музикантом і співаком Валерієм Кіпеловим:

- Музика: Ну, так. Готовий підписатися під тим, що це найкраща пісня Євро 21-го століття. 10/10
- Текст: Ісландський текст про те, як він читає на її долоні щось там. «Бути чи не бути» має там виявитися більш доречним. Але все одно — 9.5/10
- Вокал: Як багато дере молодих Кіпелових дідок Гаук! 10/10
- Підсумок: Фіналіст з усіх боків.

Але і втретє очікування експертів не справдилися: Ісландія посіла 13 місце з 77 балами та не потрапила у фінал.